# Fim de Tarde
"Fim de Tarde" é uma canção composta por Robson Jorge e Mauro Motta e lançada pela cantora brasileira Claudia Telles, em 1976.

## Histórico
A CBS convidou Claudia Telles, filha da cantora Sylvia Telles, para gravar um compacto simples com "Fim de Tarde". Até então com 16 anos, Claudia era tida pela gravadora como uma promessa para o gênero soul music no Brasil.
Lançada em compacto simples no final de 1976, "Fim de Tarde" foi um grande êxito comercial e alavancou a carreira de Claudia Telles. O disco vendeu mais de 500 mil cópias, rendendo a Claudia Telles seu primeiro disco de ouro, e chegou ao primeiro lugar na parada brasileira, segundo a revista Billboard de 9 de abril de 1977.

## Faixas
1. "Fim de Tarde" (Mauro Motta / Robson Jorge)
2. "Caminhos Iguais" (Dennis / Robson Jorge)

## Versões
- Lafayette, em "Lafayette" (1977)
- Athalyba e a Firma, em "Política" (1995)
- Sidney Magal, em "Aventureiro" (1998)
- Ronnie Von, em "Grandes Sucessos - Ronnie Von" (2000)
- Fat Family, em "Pra onde for, me leve" (2001)
- Perla, versão em espanhol em ''Amor, Amor (Amore)'' (19??)